# Îlois

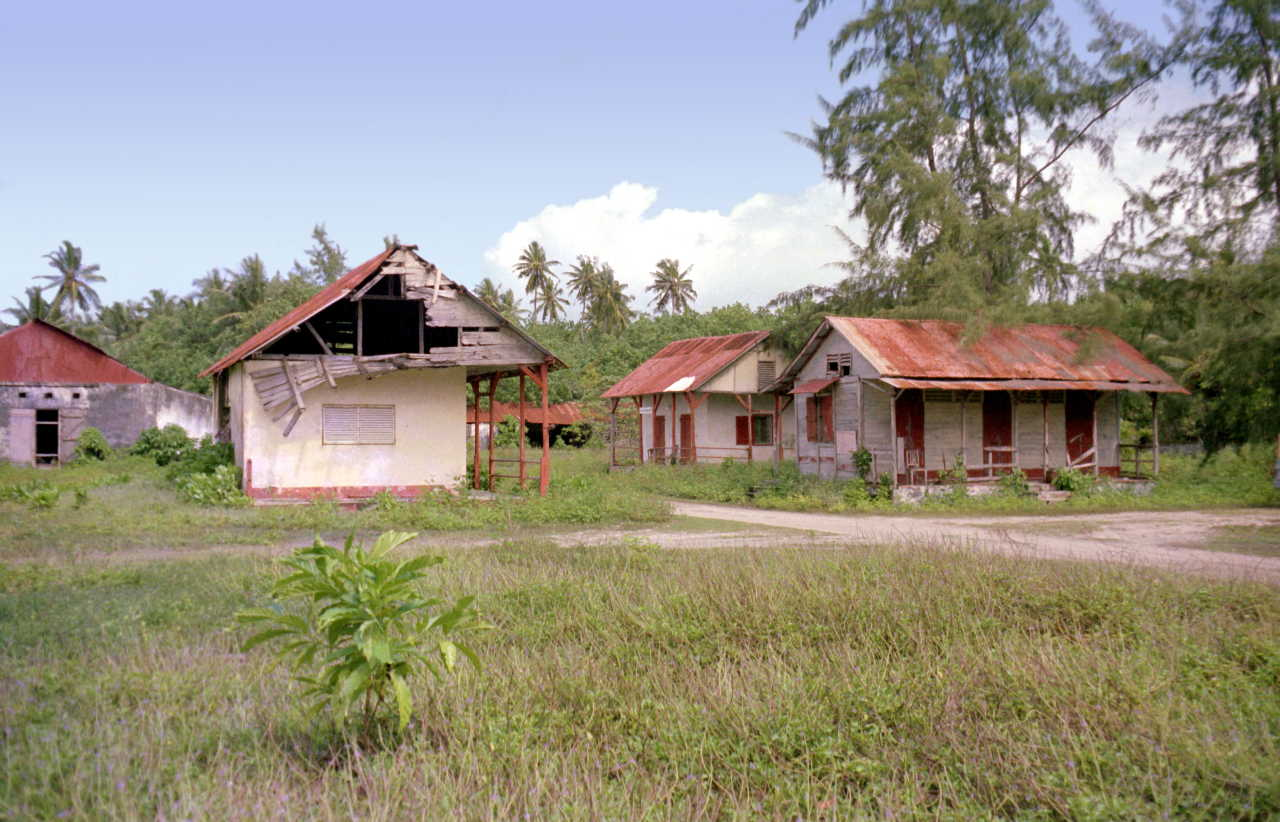
Poble îlois abandonat a Diego Garcia

Bandera dels îlois

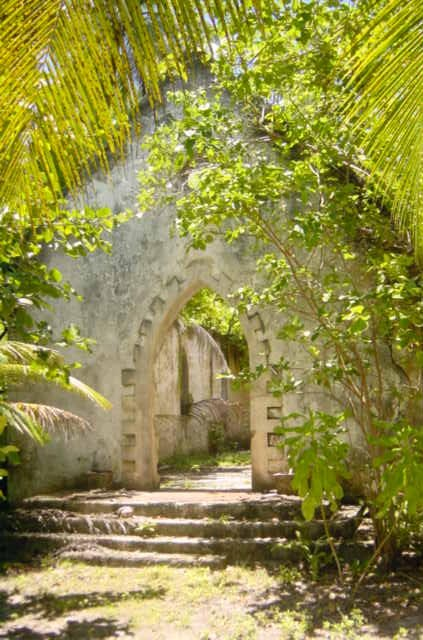
Església abandonada a l'illa Boddam, atol Salomó

Îlois són els antics habitants, actualment exiliats, de les illes Txagos.

## Història
Els îlois són els descendents dels treballadors de les plantacions de cocoters a les Txagos. Varen ser portats per colons francesos el segle xviii i parlen un francès crioll (creole).
Durant la guerra freda els habitants de les Txagos van ser expulsats de les illes per decisió del comissionat Britànic del Territori. Aquesta decisió dels representants del Territori Britànic de l'Oceà Índic va ser declarada il·legal pel Tribunal Suprem Britànic, però els îlois no poden tornar encara perquè està pendent de recurs i, a més, el govern britànic vol cedir les illes a Maurici.

## Grups a l'exili
La majoria dels îlois expulsats varen viure a partir de l'any 1974 a l'illa Maurici i les Seychelles. Uns pocs varen emigrar a Europa.
La principal associació txagosiana, és el Comité Social dels Txagosians (CSC). L'altra líder txagosià és Olivier Bancoult, que dirigeix el Grup de Refugiats Txagosians (GRC).
L'any 2000 es va dissenyar la bandera nacional dels îlois, i d'un hipotètic estat independent, que fou aprovada per Fernand Mandarin, el líder del CSC. Olivier Bancoult va utilitzar la bandera a un viatge reivindicatiu que es va fer el 2000 a les illes (juny del 2000). El taronja representa el sol i la felicitat dels txagosians abans de ser forçats a l'exili, el somriure i l'esperança del retorn; el negre representa l'exili; i el blau la mar.